# Gullspång (Gemeinde)
Koordinaten: 58° 59′ N, 14° 6′ O

Gullspång ist eine Gemeinde in der westschwedischen Provinz Västra Götaland. Hauptorte sind die gleichnamige Ortschaft Gullspång sowie Hova. Gullspång ist die einzige Gemeinde Schwedens mit zwei Hauptorten.

## Geographie
Die Gemeinde Gullspång liegt am Ostufer des Vänernsees und grenzt im Nordosten an die Provinz Örebro län. Der nördliche Teil des Nationalparks Tiveden erstreckt sich in den Süden der Gemeinde. Entlang der Grenze zur Nachbargemeinde Töreboda verläuft der Göta-Kanal.

## Orte
- Gullspång
- Hova
- Otterbäcken
- Skagersvik
- Gårdsjö
- Vassmossen-Nunnestad

## Sehenswürdigkeiten
- Ritterwoche in Hova
- Årås, Naturschutzgebiet
- Alte Kirche von Södra Råda